# 부천시 을
부천시 을은 대한민국의 국회의원 선거구이다. 경기도 부천시 원미구의 일부 지역을 관할한다. 현직 국회의원은 더불어민주당의 김기표이다.

## 역사
2016년 7월 4일을 기해 부천시가 일반구인 원미구, 소사구, 오정구를 폐지했다. 이에 대한민국 제21대 국회의원 선거를 앞두고 부천시 원미구 을 선거구가 부천시 을 선거구로 명칭이 변경되었다.
2024년 1월, 부천시의 일반구가 재설치되었다. 하지만 제22대 국회의원 선거를 앞두고 부천시 지역의 선거구 개편이 이루어짐에 따라 부천시 을 선거구가 유지되게 되었다.

## 관할 구역
| 대수  | 관할 구역                                                                         |
| ----- | --------------------------------------------------------------------------------- |
| 21대  | 부천시 중동, 신중동, 상동                                                         |
| 22대~ | 부천시 원미구 약대동, 중동, 중1동, 중2동, 중3동, 중4동, 상동, 상1동, 상2동, 상3동 |

## 역대 국회의원
| 선거   | 정당 | 정당         | 의원   |
| ------ | ---- | ------------ | ------ |
| 2020년 |      | 더불어민주당 | 설훈   |
| 2024년 |      | 더불어민주당 | 김기표 |

## 역대 선거 결과

### 대한민국 제21대 국회의원 선거
|  | 54.90% |

|  | 39.60% |

|  | 4.18% |

|  | 0.80% |

|  | 0.49% |

### 대한민국 제22대 국회의원 선거
|  | 55.90% |

|  | 37.93% |

|  | 6.15% |